# Chula Vista (condado de Cameron)
Chula Vista es un lugar designado por el censo ubicado en el condado de Cameron en el estado estadounidense de Texas. En el Censo de 2010 tenía una población de 288 habitantes y una densidad poblacional de 607,64 personas por km².

## Geografía
Chula Vista se encuentra ubicado en las coordenadas 26°4′26″N 97°26′23″O / 26.07389, -97.43972. Según la Oficina del Censo de los Estados Unidos, Chula Vista tiene una superficie total de 0.47 km², de la cual 0.47 km² corresponden a tierra firme y (0%) 0 km² es agua.

## Demografía
Según el censo de 2010, había 288 personas residiendo en Chula Vista. La densidad de población era de 607,64 hab./km². De los 288 habitantes, Chula Vista estaba compuesto por el 98.96% blancos, el 0% eran afroamericanos, el 0% eran amerindios, el 0% eran asiáticos, el 0% eran isleños del Pacífico, el 0.69% eran de otras razas y el 0.35% pertenecían a dos o más razas. Del total de la población el 97.22% eran hispanos o latinos de cualquier raza.